# サイクルにっぽん
『サイクルにっぽん』は、1975年4月2日から1989年3月25日まで、テレビ東京（1981年9月30日までは東京12チャンネル）などで放送された、日本自転車振興会（現 JKA）提供による、競輪及び自転車情報番組。

## 概要
東京福原フィルムス（後のシクロ・イマージュ）の制作により、関東地区では東京12チャンネル（現・テレビ東京）で15分番組として放送された。番組開始当初、競輪は題材にされなかったが、後に1ヶ月に1回といった形のペースで入りながら徐々に増やしていき、やがて競輪が中心題材となった。
特に、中野浩一の世界自転車選手権・プロスプリント10連覇という偉業を、当番組において全て網羅したことで、当番組で放送されたフィルム映像が後にNHKなどで放送されることになる、中野関連の特集番組でもしばし使用されていた。また晩年になって、フィルムからビデオ映像となった。
1989年、放送時間の拡大及び、競輪以外の自転車競技も題材とすることになった、『独占!!サイクルスポーツ』に移行することになり、同年3月25日に放送を終了した。

## 放送時間
いずれもテレビ東京の時間帯とする（出典：）。
| 放送期間   | 放送期間   | 放送時間（日本時間）       |
| ---------- | ---------- | -------------------------- |
| 1975.04.02 | 1976.09.29 | 水曜 22:45 - 23:00（15分） |
| 1976.10.03 | 1977.09.25 | 日曜 11:00 - 11:15（15分） |
| 1977.10.02 | 1981.09.27 | 日曜 9:45 - 10:00（15分）  |
| 1981.10.04 | 1982.03.28 | 日曜 10:00 - 10:15（15分） |
| 1982.04.03 | 1984.03.31 | 土曜 16:45 - 17:00（15分） |
| 1984.04.07 | 1989.03.25 | 土曜 11:15 - 11:30（15分） |

## ネット局
- テレビ東京（TXN）
- 九州朝日放送（土曜日8:00 - 8:15、ANN）[4]